# Koreas Grand Prix 2012
Koreas Grand Prix 2012, officiellt 2012 Formula 1 Korean Grand Prix, var en Formel 1-tävling som hölls den 14 oktober 2012 på Korean International Circuit i Yeongam, Korea. Det var den sextonde tävlingen av Formel 1-säsongen 2012 och kördes över 55 varv. Vinnare av loppet blev Sebastian Vettel för Red Bull, tvåa blev Mark Webber, även han för Red Bull, och trea blev Fernando Alonso för Ferrari.

## Kvalet
| KR. | Nr | Förare             | Konstruktör          | Q1         | Q2       | Q3       | Grid |
| --- | -- | ------------------ | -------------------- | ---------- | -------- | -------- | ---- |
| 1   | 2  | Mark Webber        | Red Bull-Renault     | 1.38,397   | 1.38,220 | 1.37,242 | 1    |
| 2   | 1  | Sebastian Vettel   | Red Bull-Renault     | 1.38,208   | 1.37,767 | 1.37,316 | 2    |
| 3   | 4  | Lewis Hamilton     | McLaren-Mercedes     | 1.39,180   | 1.38,000 | 1.37,469 | 3    |
| 4   | 5  | Fernando Alonso    | Ferrari              | 1.39,144   | 1.37,987 | 1.37,534 | 4    |
| 5   | 9  | Kimi Räikkönen     | Lotus-Renault        | 1.38,887   | 1.38,227 | 1.37,625 | 5    |
| 6   | 6  | Felipe Massa       | Ferrari              | 1.38,937   | 1.38,253 | 1.37,884 | 6    |
| 7   | 10 | Romain Grosjean    | Lotus-Renault        | 1.38,863   | 1.38,275 | 1.37,934 | 7    |
| 8   | 12 | Nico Hülkenberg    | Force India-Mercedes | 1.38,981   | 1.38,428 | 1.38,266 | 8    |
| 9   | 8  | Nico Rosberg       | Mercedes             | 1.38,999   | 1.38,417 | 1.38,361 | 9    |
| 10  | 7  | Michael Schumacher | Mercedes             | 1.38,808   | 1.38,436 | 1.38,513 | 10   |
| 11  | 3  | Jenson Button      | McLaren-Mercedes     | 1.38,615   | 1.38,441 |          | 11   |
| 12  | 15 | Sergio Pérez       | Sauber-Ferrari       | 1.38,630   | 1.38,460 |          | 12   |
| 13  | 14 | Kamui Kobayashi    | Sauber-Ferrari       | 1.38,719   | 1.38,594 |          | 13   |
| 14  | 11 | Paul di Resta      | Force India-Mercedes | 1.38,942   | 1.38,643 |          | 14   |
| 15  | 18 | Pastor Maldonado   | Williams-Renault     | 1.39,024   | 1.38,725 |          | 15   |
| 16  | 16 | Daniel Ricciardo   | Toro Rosso-Ferrari   | 1.38,784   | 1.39,084 |          | 211  |
| 17  | 17 | Jean-Éric Vergne   | Toro Rosso-Ferrari   | 1.38,774   | 1.39,340 |          | 16   |
| 18  | 19 | Bruno Senna        | Williams-Renault     | 1.39,443   |          |          | 17   |
| 19  | 21 | Vitalij Petrov     | Caterham-Renault     | 1.40,207   |          |          | 18   |
| 20  | 20 | Heikki Kovalainen  | Caterham-Renault     | 1.40,333   |          |          | 19   |
| 21  | 25 | Charles Pic        | Marussia-Cosworth    | 1.41,317   |          |          | 242  |
| 22  | 24 | Timo Glock         | Marussia-Cosworth    | 1.41,371   |          |          | 20   |
| 23  | 22 | Pedro de la Rosa   | HRT-Cosworth         | 1.42,881   |          |          | 22   |
| —   | 23 | Narain Karthikeyan | HRT-Cosworth         | Ingen tid3 |          |          | 23   |

| Vidare från första kvalrundan ▬▬ Vidare från andra kvalrundan ▬▬ |

Noteringar:
- ^1  — Daniel Ricciardo fick fem platsers nedflyttning för ett otillåtet växellådsbyte.[1]
- ^2  — Charles Pic fick tio platsers nedflyttning för ett otillåtet motorbyte.[2]
- ^3  — Narain Karthikeyan misslyckades att sätta en varvtid i kvalet. Han fick starta loppet efter att han fått dispens från tävlingsledningen.

## Loppet
| Pos. | Nr | Förare             | Konstruktör          | Varv | Tid             | Grid | P  |
| ---- | -- | ------------------ | -------------------- | ---- | --------------- | ---- | -- |
| 1    | 1  | Sebastian Vettel   | Red Bull-Renault     | 55   | 1:36.28,651     | 2    | 25 |
| 2    | 2  | Mark Webber        | Red Bull-Renault     | 55   | +8,231          | 1    | 18 |
| 3    | 5  | Fernando Alonso    | Ferrari              | 55   | +13,944         | 4    | 15 |
| 4    | 6  | Felipe Massa       | Ferrari              | 55   | +20,168         | 6    | 12 |
| 5    | 9  | Kimi Räikkönen     | Lotus-Renault        | 55   | +36,739         | 5    | 10 |
| 6    | 12 | Nico Hülkenberg    | Force India-Mercedes | 55   | +45,301         | 8    | 8  |
| 7    | 10 | Romain Grosjean    | Lotus-Renault        | 55   | +54,812         | 7    | 6  |
| 8    | 17 | Jean-Éric Vergne   | Toro Rosso-Ferrari   | 55   | +1.09,589       | 16   | 4  |
| 9    | 16 | Daniel Ricciardo   | Toro Rosso-Ferrari   | 55   | +1.11,787       | 21   | 2  |
| 10   | 4  | Lewis Hamilton     | McLaren-Mercedes     | 55   | +1.19,692       | 3    | 1  |
| 11   | 15 | Sergio Pérez       | Sauber-Ferrari       | 55   | +1.20,062       | 12   |    |
| 12   | 11 | Paul di Resta      | Force India-Mercedes | 55   | +1.24,448       | 14   |    |
| 13   | 7  | Michael Schumacher | Mercedes             | 55   | +1.29,241       | 10   |    |
| 14   | 18 | Pastor Maldonado   | Williams-Renault     | 55   | +1.34,924       | 15   |    |
| 15   | 19 | Bruno Senna        | Williams-Renault     | 55   | +1.36,902       | 17   |    |
| 16   | 21 | Vitalij Petrov     | Caterham-Renault     | 54   | +1 varv         | 18   |    |
| 17   | 20 | Heikki Kovalainen  | Caterham-Renault     | 54   | +1 varv         | 19   |    |
| 18   | 24 | Timo Glock         | Marussia-Cosworth    | 54   | +1 varv         | 20   |    |
| 19   | 25 | Charles Pic        | Marussia-Cosworth    | 53   | +2 varv         | 24   |    |
| 20   | 23 | Narain Karthikeyan | HRT-Cosworth         | 53   | +2 varv         | 23   |    |
| Ret  | 22 | Pedro de la Rosa   | HRT-Cosworth         | 16   | Gaspedal        | 22   |    |
| Ret  | 14 | Kamui Kobayashi    | Sauber-Ferrari       | 16   | Kollisionsskada | 13   |    |
| Ret  | 8  | Nico Rosberg       | Mercedes             | 1    | Kollisionsskada | 9    |    |
| Ret  | 3  | Jenson Button      | McLaren-Mercedes     | 0    | Kollision       | 11   |    |

| Förare och stall som tog poäng ▬▬ |

## Ställning efter loppet
|     | Pos. | Förare           | Poäng |
| --- | ---- | ---------------- | ----- |
| ▲ 1 | 1    | Sebastian Vettel | 215   |
| ▼ 1 | 2    | Fernando Alonso  | 209   |
| ▬   | 3    | Kimi Räikkönen   | 167   |
| ▬   | 4    | Lewis Hamilton   | 153   |
| ▬   | 5    | Mark Webber      | 152   |

|     | Pos. | Konstruktör      | Poäng |
| --- | ---- | ---------------- | ----- |
| ▬   | 1    | Red Bull-Renault | 367   |
| ▲ 1 | 2    | Ferrari          | 290   |
| ▼ 1 | 3    | McLaren-Mercedes | 284   |
| ▬   | 4    | Lotus-Renault    | 255   |
| ▬   | 5    | Mercedes         | 136   |

- Notering: Endast de fem bästa placeringarna i vardera mästerskap finns med på listorna.